# Tarana Burke
Tarana Burke (Nova Iorque, 12 de Setembro de 1973) é uma ativista norte-americana pelos direitos civis que fundou o Movimento Me Too. Burke foi directora-sénior da Girls for Gender Equity, sediada em Brooklyn e tem participado em inúmeras palestras nos Estados Unidos.  

## Educação e primeiros anos
Burke nasceu e cresceu no Bronx, em Nova Iorque, num bairro social, no seio de uma família de classe baixa, trabalhadora. Tanto em criança como na adolescência, foi vítima de violação e agressão sexual. A sua mãe foi um grande apoio durante o seu processo de recuperação desses actos violentos, tendo-a encorajado a se envolver na comunidade. Na sua biografia, Burke afirma que essa experiência a inspirou a dedicar-se à melhoria da vida de meninas que passam por adversidades extremas, o que acabou por fazer, em adolescente, junto de comunidades marginalizadas. Burke frequentou a Universidade Estadual do Alabama, mas acabou por ser transferida para a Universidade de Auburn, onde se formou.   Durante o seu tempo de faculdade, organizou conferências de imprensa e protestos contra a injustiça económica e racial. Foi eleita uma das "100 mulheres mais inspiradoras e influentes do mundo em 2022" pela BBC.

## Carreira
Activista desde 1989, Tarana Burke mudou-se para Selma, Alabama, no final dos anos 90, depois de terminar a faculdade.
Depois de trabalhar com sobreviventes de violência sexual, em 2003 Burke criou a organização sem fins lucrativos "Just Be", um programa exclusivamente para meninas negras dos 12 aos 18 anos.  Em 2006, Burke fundou o movimento Me Too e começou a usar a frase "Me Too" para aumentar a consciencialização para a generalização do assédio e agressão sexuais na sociedade norte-americana.  
Em 2008, Burke mudou-se para Filadélfia e trabalhou no Art Sanctuary Philadelphia bem como noutras organizações sem fins lucrativos. Em 2014, foi consultora do filme de Hollywood Selma, baseado nas marchas de Selma a Montgomery pelo direito ao voto, em 1965, lideradas por James Bevel, Hosea Williams, Martin Luther King Jr. e John Lewis. 
A frase "Me Too" transformou-se num movimento mais amplo após o seu uso em 2017 como etiqueta no Twitter, após as alegações de abuso sexual de Harvey Weinstein. Em 15 de outubro de 2017, Burke teve conhecimento através de amigos que a etiqueta #MeToo estava sendo usada online. Burke decidiu apoiar e moldar o movimento para tornar acerca de "empoderamento através da empatia". Em 2017, a Time nomeou Burke, entre outras prominentes activistas, apelidadas de "Silent Breakers", como Pessoa do Ano.
Em 2018, participou nos 75º Golden Globe Awards como convidada da actriz americana Michelle Williams .  Em 2018, Burke recebeu o Prémio Coragem pelos The Ridenhour Prizes, concedido a indivíduos que demonstram coragem na defesa do interesse público e um compromisso aficcionado com a justiça social, por, há uma década, ter popularizado a frase “me too” como forma de criar empatia com sobreviventes de abuso sexual.   Atualmente, Burke é directora sénior da Girls for Gender Equity.  Burke organiza oficinas para ajudar a melhorar as políticas nas escolas, nos locais de trabalho e em locais de culto, e tem-se focado em ajudar as vítimas a não se culpabilizarem pela violência sexual. Burke tem participado de várias palestras nos Estados Unidos da América.
Em 2019, no Festival Sundance, Burke lançou uma campanha de publicidade institucional, baseada em vídeos de animação narrados por sobreviventes de violência sexual, com bases nas suas estórias pessoais, nos quais se inclui o actor Terry Crews.

## Activismo

### Girls for Gender Equity
Burke foi directora sénior da Girls for Gender Equity baseada em Brooklyn, que tem por missão apoiar  o desenvolvimentos de jovens mulheres de cor, através de vários programas e aulas. 

### Just Be Inc.
Em 1997, Burke conheceu uma jovem rapariga chamada Heaven, no Alabama, que lhe revelou ter sido abusada sexualmente pelo namorado da sua mãe. Na altura, ela disse-lhe que não sabia o que lhe dizer e não a voltou a ver. Mais tarde, Burke disse que gostava de lhe ter dito "eu também" ("me too") e que passou a acreditar que as meninas jovens precisavam de "atenção diferente" do que os rapazes da mesma idade. Este e outros incidentes levaram Burke a fundar a Just Be Inc., uma organização que promove o bem-estar de jovens raparigas de minorias entre os 12 e os 18 anos. Em 2006, ela criou uma página no Myspace.  Em 2007, a Just Be Inc. recebeu sua primeira subvenção.

### Movimento Me Too

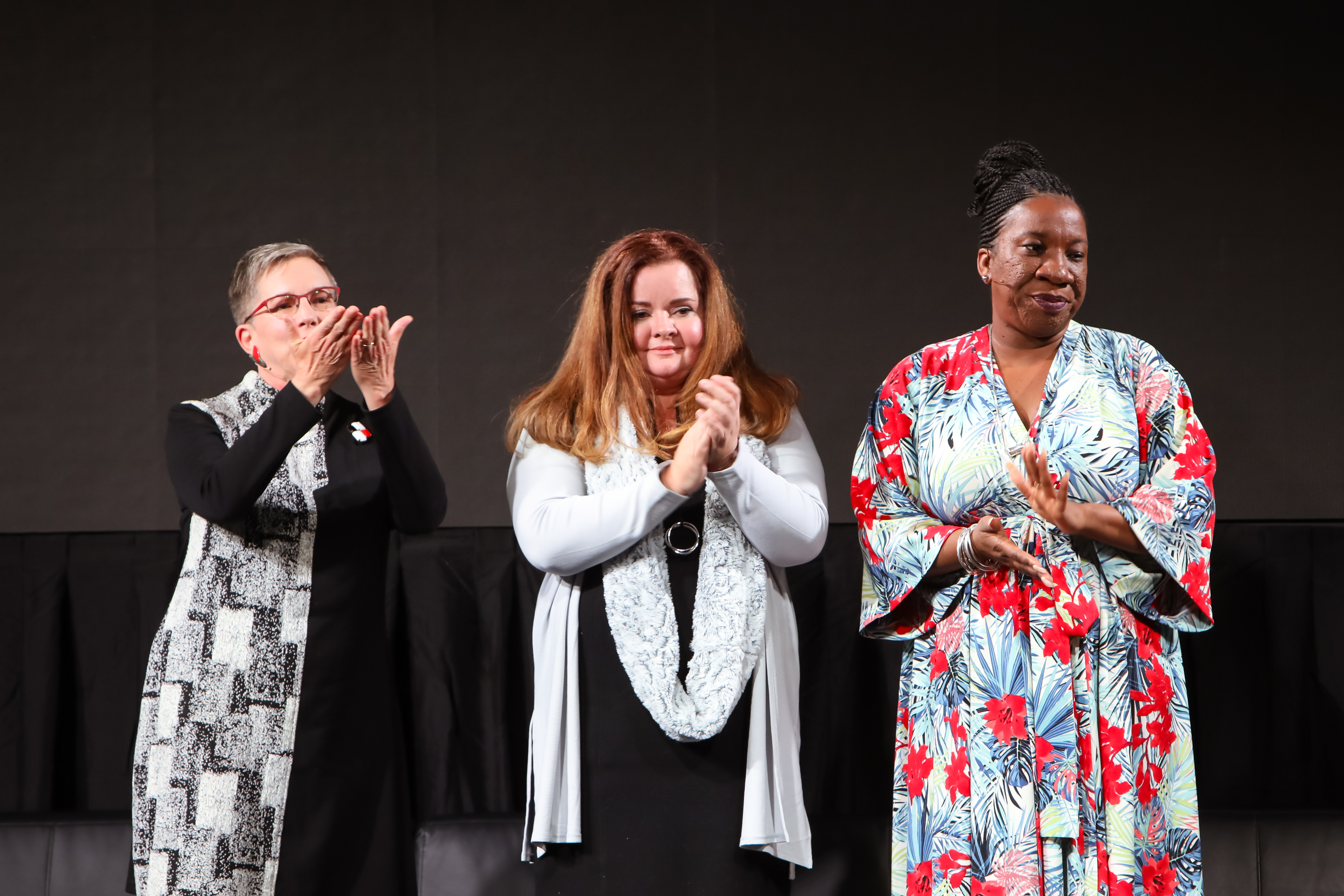
Prémios Desobiediência de 2018 no MIT Media Lab. Sherry Marts, BethAnn McLaughlin e Tarana Burke

Em 2006, Burke fundou o movimento Me Too e começou a usar essa frase para aumentar a consciência acerca da crescente generalização do assédio e abuso sexuais na sociedade norte-americana.
A frase "Me Too" transformou-se num movimento mais amplo após o seu uso em 2017 como etiqueta no Twitter após as alegações de abuso sexual de Harvey Weinstein. Em outubro de 2017, a atriz Alyssa Milano incentivou as mulheres a dizer "eu também" [me too] caso tivessem sofrido assédio ou abuso sexual, e a etiqueta tornou-se viral. Milano rapidamente reconheceu o uso anterior da frase por Burke no Twitter, escrevendo "Acabei de tomar conhecimento de um movimento anterior ao #MeToo, e a estória original é igualmente comovente e inspiradora". Burke te apoiado a utilização da etiqueta #MeToo. 
Em 2017, a revista Time nomeou Burke, entre outras prominentes activistas, apelidadas de "Silent Breakers", como Pessoa do Ano.
Em 2019, Burke colaborou com outras figuras públicas, tais como Ava DuVernay, no Twitter, e Spike Lee, ao moderar uma conferência sua durante o BlackStar Film Festival.
Após ter deixado a Girls for Gender Equity, a sua actividade tem passado por dar palestras em eventos e universidades norte-americanas, tais como o College of New Jersey, a Universidade de Auburn e a Universidade da Carolina do Norte Wilmington.

## Honras e prémios
- 2017: Time, Pessoa do Ano[27]
- 2018: Prémios Ridenhour, Prémio Ridenhour para Coragem
- 2018: SheKnows Media, prémio Catalisador VOTY (Vozes do Ano) [28]
- 2019: Vencedora do Prémio Trailblazer
- 2022: Eleita uma das "100 mulheres mais inspiradoras e influentes do mundo em 2022" pela BBC.[29]